# Kościół Świętego Ducha w Stargardzie
Kościół Świętego Ducha (niem. Heilig-Geist-Kirche) – neogotycka budowla wzniesiona w latach 1874–1877, na miejscu pierwotnego kościoła szpitalnego założonego w 1364. Położony poza obrębem murów miejskich należy do dekanatu Stargard Zachód. Kościół użytkuje parafia katolicka obrządku rzymskiego pw. Ducha Św., a do 26 listopada 2011 parafia katolicka obrządku bizantyjsko-ukraińskiego pw. Św. Jozafata Męczennika.

## Historia
W 1651 przystąpiono do odbudowy świątyni wznosząc ja właściwie od nowa w konstrukcji szachulcowej łącznie z budową nowej wieży. W ciągu następnych stuleci niekonserwowany kościół uległ daleko idącej dewastacji, a w 1868 rozebrano go i wybudowano nowy pod tym samym wezwaniem – Ducha Świętego. W latach 1895–1924 prowadzono prace przy wyposażeniu wnętrza według projektu architekta Denekego. W 1926 założono w kościele witraże, które dotrwały do naszych czasów. 20 maja 1945 w czasie uroczystości Zielonych Świątek została odprawiona pierwsza w Stargardzie polska msza święta z udziałem pierwszych osadników.

## Architektura
Kościół, zwrócony prezbiterium w kierunku zachodnim, założony na planie prostokąta, jest budowlą salową, przykrytą dachem dwuspadowym. Od zachodu do korpusu nawowego przylega trójboczne zamknięte prezbiterium, od wschodu zaś kwadratowa w rzucie wieża o wysokości 50,2 m.
Zewnętrzna szata kościoła nosi wyraźne znamiona neogotyku, chociaż w redakcji uproszczonej i uniwersalnej. Elewacje kościoła opięte są przyporami i podzielone ostrołukowymi oknami.

## Wyposażenie
Wystrój kościoła jest bardzo bogaty. Na ścianach prezbiterium oraz na zachodniej ścianie nawy bocznych znajdują się polichromie wykonane po 1945, przedstawiające narodziny Chrystusa, Powstanie z Grobu oraz postaci śś. Piotra i Pawła. Na zachodniej ścianie nawy południowej i północnej zachowały się dwie XIX-wieczne ramy z dawnych epitafiów. Obecnie w ramach tych umieszczone są współczesne kopie ikony Matki Boskiej Nieustającej Pomocy i Chrystusa pochodzące 1959 roku. W prezbiterium znajduje się drewniany tryptyk przedstawiający scenę Zesłania Ducha Św, wykonany w 1997 r. Ponadto we wnętrzu zachował się pełny zestaw ław kościelnych, drewniany, polichromowany oraz dwa kute żyrandole powstałe na pocz. XX wieku. Uroku dodają witraże znajdujące się na każdym przeszkleniu w kościele.

### Organy
Organy wybudowała firma Gebrüder Stockmann. Zostały sprowadzone z Niemiec przez Waldemara Wasilewskiego. Posiadają trakturę elektro-pneumatyczną. Poprzedni instrument z zachowanym neogotyckim prospektem został wykonany przez J. Kochlera ze Stargardu.
Dyspozycja instrumentu:
| Manuał I               | Manuał II             | Pedał                   |
| ---------------------- | --------------------- | ----------------------- |
| 1. Gedacktpommer 16’   | 1. Spitzgemshorn 8’   | 1. Gedacktuntersatz 16’ |
| 2. Prinzipal 8’        | 2. Singend Gedackt 8’ | 2. Zartbass 16’         |
| 3. Salicional 8’       | 3. Praestant 4’       | 3. Weitprinzipal 8’     |
| 4. Rohrgedackt 8’      | 4. Quintadena 4’      | 4. Holzgedackt 8’       |
| 5. Kupferoktave 4’     | 5. Oktävlein 2’       | 5. Bassflöte 4’         |
| 6. Trichterflöte 4’    | 6. Terz 1 3/5’        | 6. Piffaro 3 fach       |
| 7. Rauschpfeife 2 fach | 7. Quinte 1 1/3’      | 7. Stillposaune 16’     |
| 8. Mixtur 4 fach       | 8. Scharf 4 fach      |                         |
| 9. Zarttrompete 8’     | 9. Holzdulcian 16’    |                         |

## Galeria

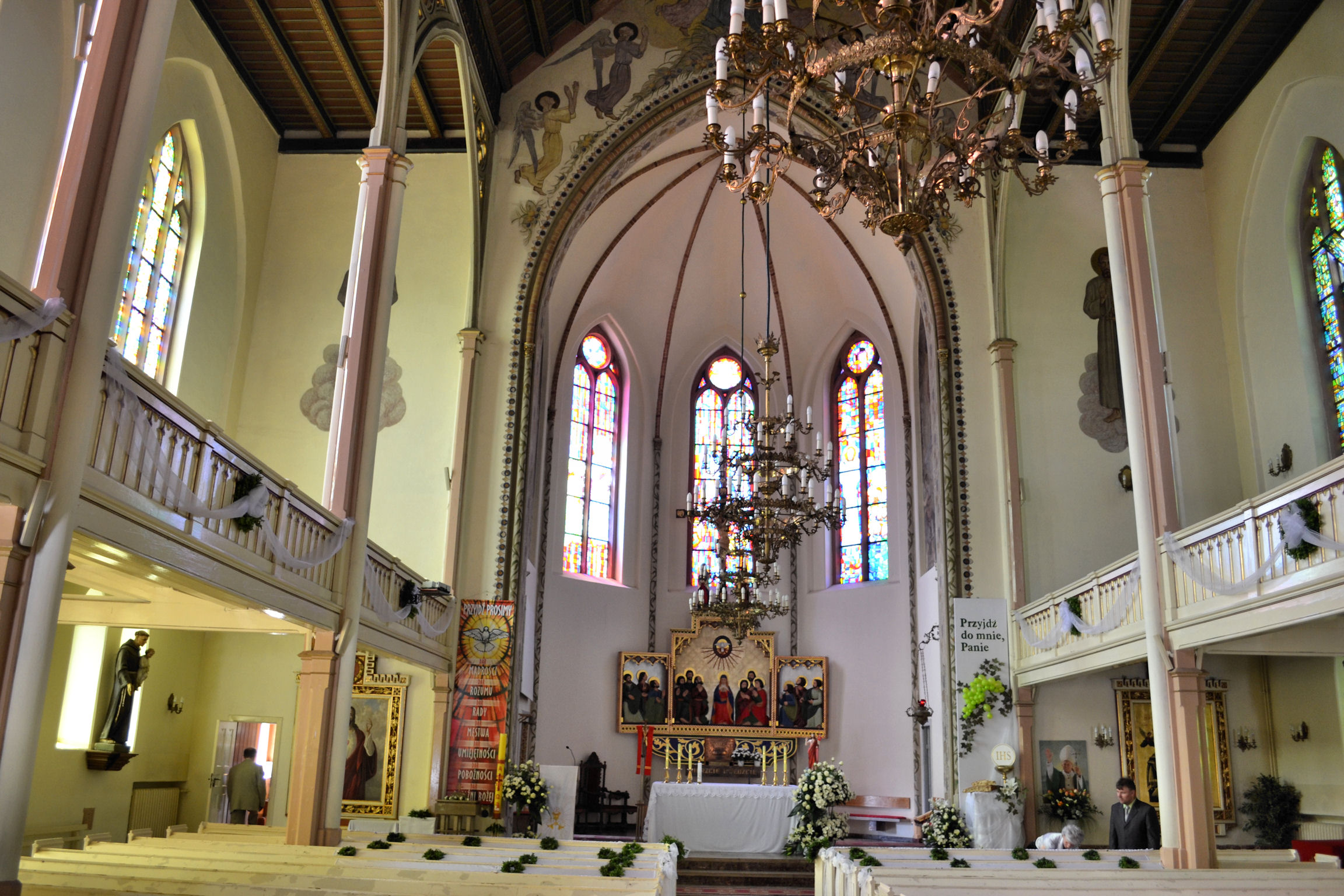
Wnętrze kościoła
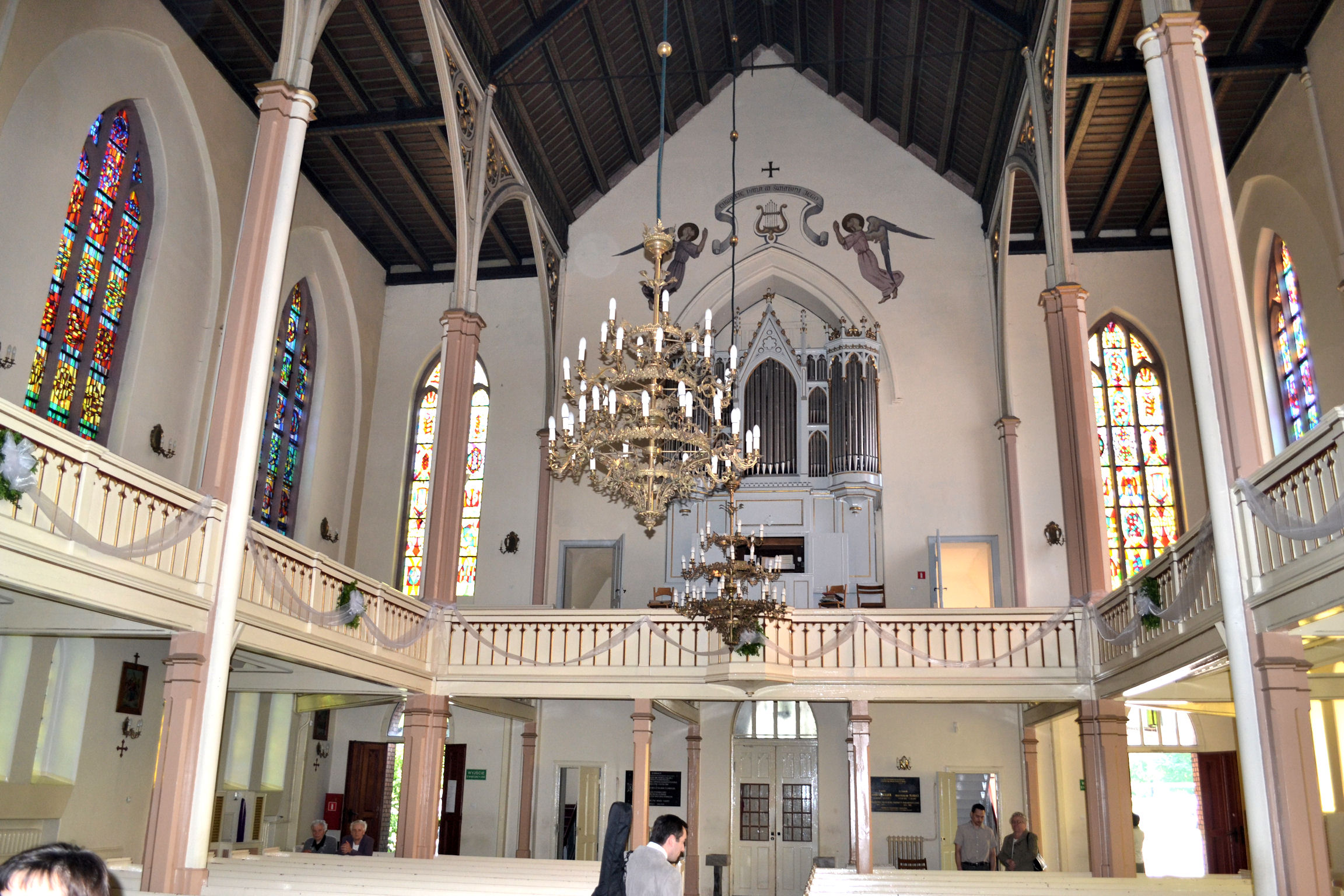
Wnętrze kościoła
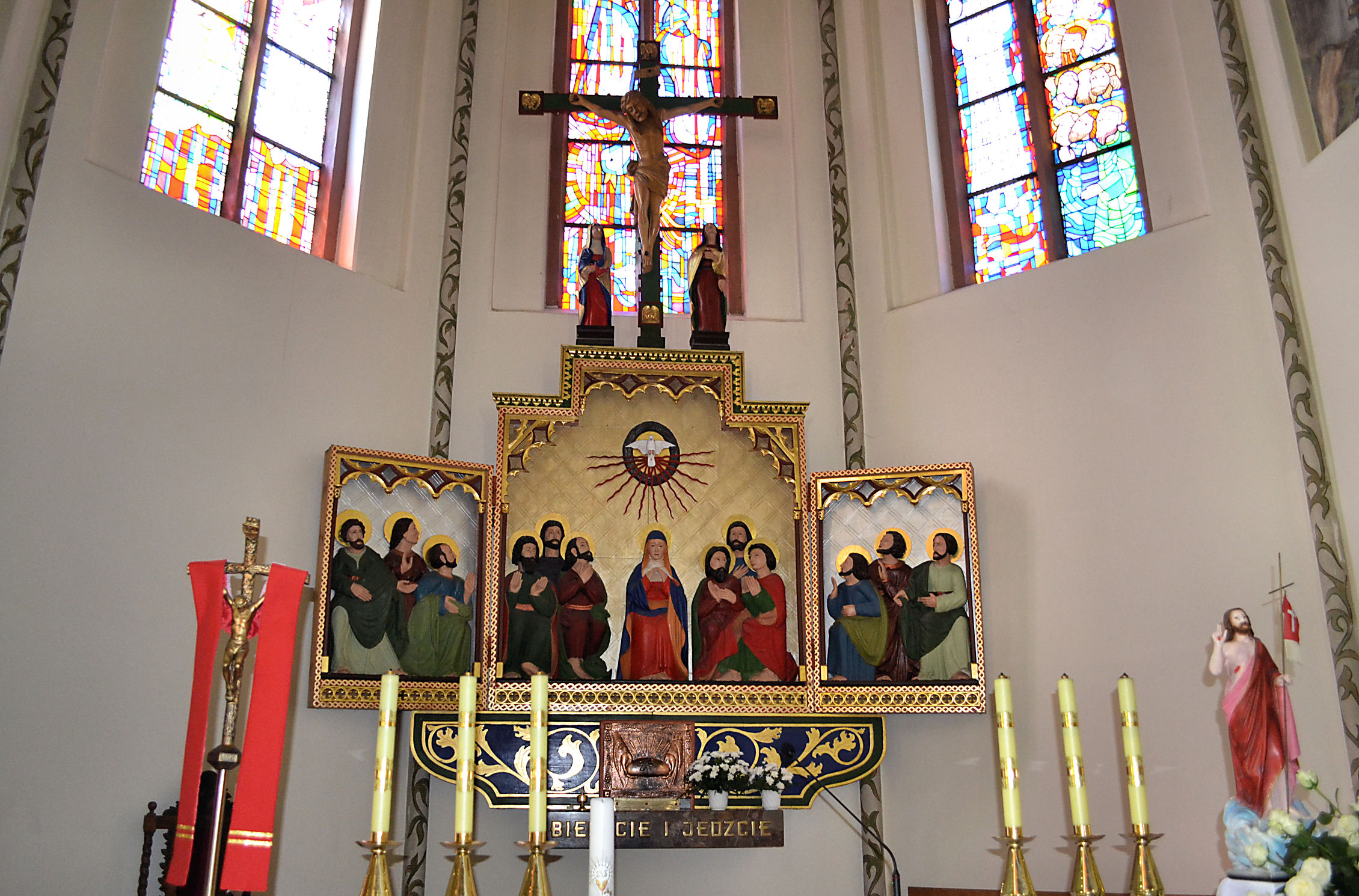
Ołtarz
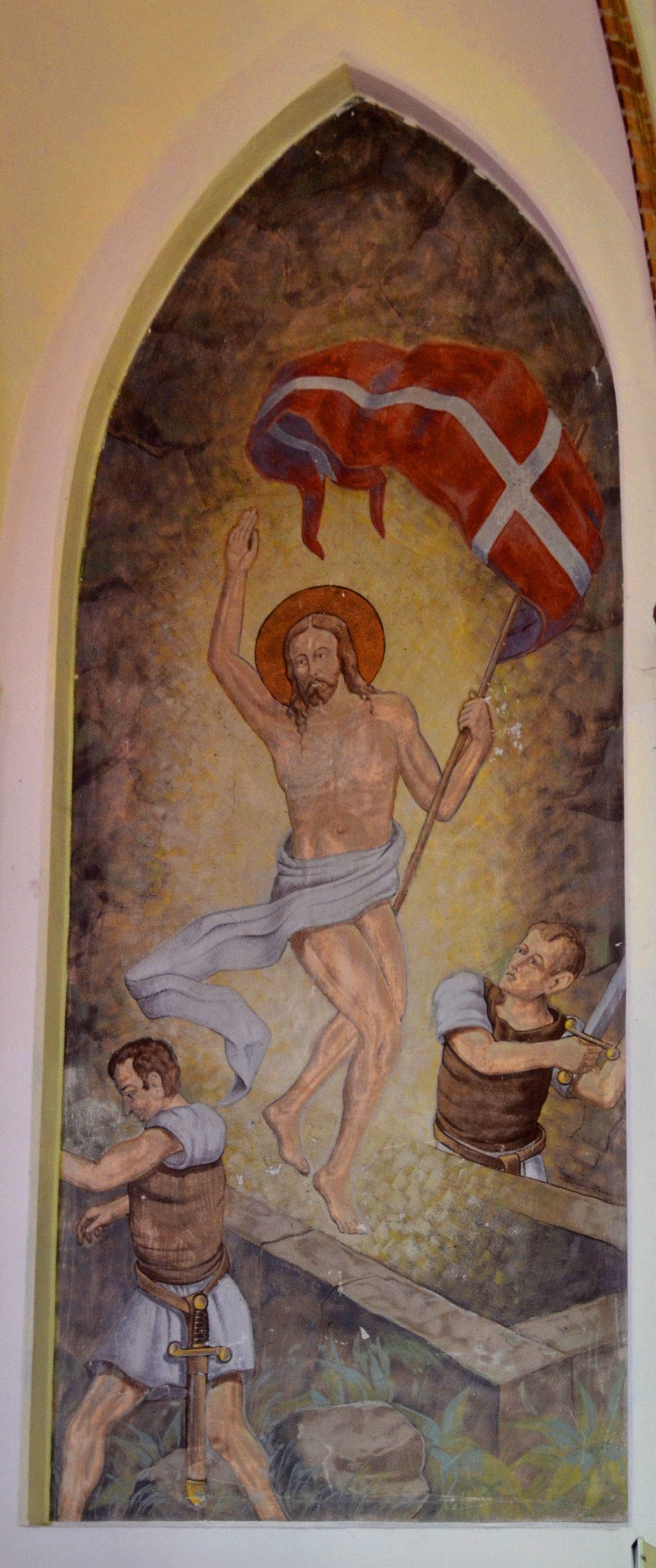
Polichromia w prezbiterium